# Fethiye Çetin
Fethiye Çetin, née le 4 mai 1950 à Maden, en Anatolie orientale (Turquie), est une avocate et écrivaine turque ayant une part d'origine arménienne, militante des droits de l'homme. En 1980, après le coup d'État militaire, elle est arrêtée comme militante de gauche et passe trois ans en prison. Elle a assuré la défense du journaliste et écrivain turc d'origine arménienne Hrant Dink, poursuivi en 2005 par la justice turque pour insultes à l'identité turque.

## La découverte de l'identité arménienne
Elle a publié un roman autobiographique Le Livre de ma grand-mère (Anneannem) où elle raconte sa découverte tardive des origines arméniennes et chrétiennes de son aïeule, contrainte pour survivre à dissimuler jusqu'à son vrai nom depuis le génocide arménien dont elle a réchappé en 1915.
Elle a vingt-quatre ans quand, en 1974, sa grand-mère lui révèle un secret de famille : elle est née dans une famille arménienne ; en 1915, alors que sa famille fuyait, chassée de son village par l'Armée ottomane, elle a été arrachée à sa mère par un officier turc qui l'a adoptée ; plus tard, elle a été mariée à un Turc.
Le roman a eu un grand retentissement en Turquie et a été de nombreuses fois réédité ; d'autres Turcs qui s'étaient découvert une ascendance arménienne se sont fait connaître d'elle, contribuant à la reconnaissance de l'identité des crypto-Arméniens. Avec la sociologue Ayşe Gül Altinay, elle a publié en 2009 un livre tiré des récits de vingt-quatre petits-enfants d'Arméniens cachés dans la société turque : Les Petits-Enfants.

## Œuvres
- Le livre de ma grand-mère, suivi de Les fontaines de Havav, Marseille, Parenthèses, 2013[4]
- Le Livre de ma grand-mère, traduit du turc par Alexis Krikorian et Laurence Djolakian, éditions de l’Aube, 144 p.  (ISBN 2-7526-0231-6)
- (avec Ayşe Gül Altinay), Les Petits-Enfants, traduit du turc par Célin Vuraler, Actes Sud, 2001, 336 p.  (ISBN 978-2-7427-9610-6)